# Fouad Brighache
Fouad Brighache (* 10. Mai 1982 in Frankfurt am Main) ist ein ehemaliger deutsch-marokkanischer Fußballspieler.

## Karriere
Nach Jugendjahren bei verschiedenen Vereinen im Rhein-Main-Gebiet spielte Brighache für Kickers Offenbach in der Regionalliga Süd. Dabei kam er zu insgesamt 37 Einsätzen. Mehrere Wechsel ab 2005 zur TuS Koblenz, dem 1. FC Eschborn und dem VfR Neumünster brachten ihm nicht den erhofften Durchbruch, so dass Brighache 2006 wieder zu den Kickers zurückkehrte. Während der Zweitligazugehörigkeit des OFC spielte er im zweiten Team, wurde dann in der Saison 2008/09 in den neu formierten Profikader der 3. Liga aufgenommen. Zur Saison 2009/10 wechselte Brighache zum Regionalligisten SV Darmstadt 98, mit dem er am Ende der Saison 2010/11 den Aufstieg in die 3. Liga feiern konnte. Auch nach dem Aufstieg kam Brighache bei den Lilien regelmäßig zum Einsatz, er stand in der Saison 2011/12 bei allen 38 Drittligaspielen auf dem Platz. Ende Juni 2012 gab der Viertligist Eintracht Trier die Verpflichtung von Brighache zur Saison 2012/13 bekannt. Er unterschrieb einen Zweijahresvertrag bis Ende Juni 2014. Ab Sommer 2014 war Brighache zunächst vereinslos. Im Januar 2015 verpflichtete ihn der Verbandsligist SC Hessen Dreieich. Dort stieg er am Saisonende als Meister in die Hessenliga auf. Nach einer weiteren Saison in Dreieich wechselte er im Sommer 2016 zur SVG Steinheim, wo er bis zum Karriereende sechseinhalb Jahre aktiv war.

## Erfolge
- Rheinlandpokalsieger: 2005, 2013, 2014
- Hessenpokalsieger: 2002, 2003, 2004, 2009